# Dennis Bateman
Dennis Bateman (12 de abril de 1960) es un actor estadounidense, es principalmente conocido por darle voz a los personajes Spy y Pyro en el videojuego Team Fortress 2, y otras apariciones como en Las reglas del juego y Hombres de honor.

## Vida personal
Dennis nació el 12 de abril de 1960 en Chicago, Illinois, estudio en el instituto de Nueva York, donde aprendió actuación. Actualmente vive en Seattle, Washington; está casado desde el 2010.

## Carrera profesional
Dennis Bateman debutó en la película Body Language, interpretando a un extra, más tarde participaría en varias series como Doctor en alaska y El reloj de pandora. en 2010 aparecería en la serie de televisión Las reglas del juego en el capítulo 1 de la temporada 3 "The Jailhouse Job". En 2011 saldría en la película Judas Kiss

### Team Fortress 2
Dennis Bateman participó en el videojuego Team Fortress 2, lanzado por Valve el 10 de octubre del 2007, en este videojuego, Dennis le da voz a los personajes Spy y Pyro, también les da voz en los cortometrajes del videojuego Meet The Spy, Meet The Pyro y Expiration Date. Actualmente participa en la serie no oficial del videojuego, creada por John Patrick Lowrie, Search for Sandvich, junto con otros actores del videojuego como Robin Atkin Downes y Ellen McLain.

## Obras

### Películas
| Año  | Título                                   | Papel            | Notas |
| ---- | ---------------------------------------- | ---------------- | ----- |
| 1992 | Body Language                            | Ejecutivo 2      |       |
| 1999 | Take my advice: The Ann and Anny History | Edward R. Murrow |       |
| 2000 | Hombres de honor                         | Instructor       |       |
| 2011 | Judas Kiss                               | Padre de Jude    |       |

### Series de Televisión
| Año  | Título                        | Papel            | Notas            |
| ---- | ----------------------------- | ---------------- | ---------------- |
| 1994 | Doctor en alaska              | Co-dependencia   | Un episodio      |
| 1996 | El reloj de pandora           | Dutch Controller | Dos episodios    |
| 2001 | El fugitivo. La caza continúa | Denning          | Un episodio      |
| 2010 | Las reglas del juego          | Adam Worth IV    | Un episodio      |
| 2019 | Anti-Hero                     | Bulhawk          | Voz, un episodio |

### Cortometrajes
| Año  | Titulo          | Papel    | Notas                           |
| ---- | --------------- | -------- | ------------------------------- |
| 2009 | Meet The Spy    | Spy      | Cortometraje de Team Fortress 2 |
| 2011 | Meet The Medic  | Spy      | Cortometraje de Team Fortress 2 |
| 2012 | Meet The Pyro   | Pyro/Spy | Cortometraje de Team Fortress 2 |
| 2014 | Expiration Date | Pyro/Spy | Cortometraje de Team Fortress 2 |

### Videojuegos
| Año  | Título                               | Papel           | Notas              |
| ---- | ------------------------------------ | --------------- | ------------------ |
| 2004 | Half-Life 2                          | Metrocops       | Voz, Sin acreditar |
| 2007 | Team Fortress 2                      | Spy/Pyro        | Voz                |
| 2012 | Sonic & All-Stars Racing Transformed | Spy             | Voz, Sin acreditar |
| 2013 | Dota 2                               | Invoker         | Voz                |
| 2014 | Shadow Fight 2                       | Narrador/Shadow | Voz, Sin acreditar |

### Series de Internet
| Año       | Título              | Papel    | Notas                     |
| --------- | ------------------- | -------- | ------------------------- |
| 2022–2023 | Search for Sandvich | Spy/Pyro | Serie no oficial de Valve |